# Friedrich Hagenmeyer (Kapitän)

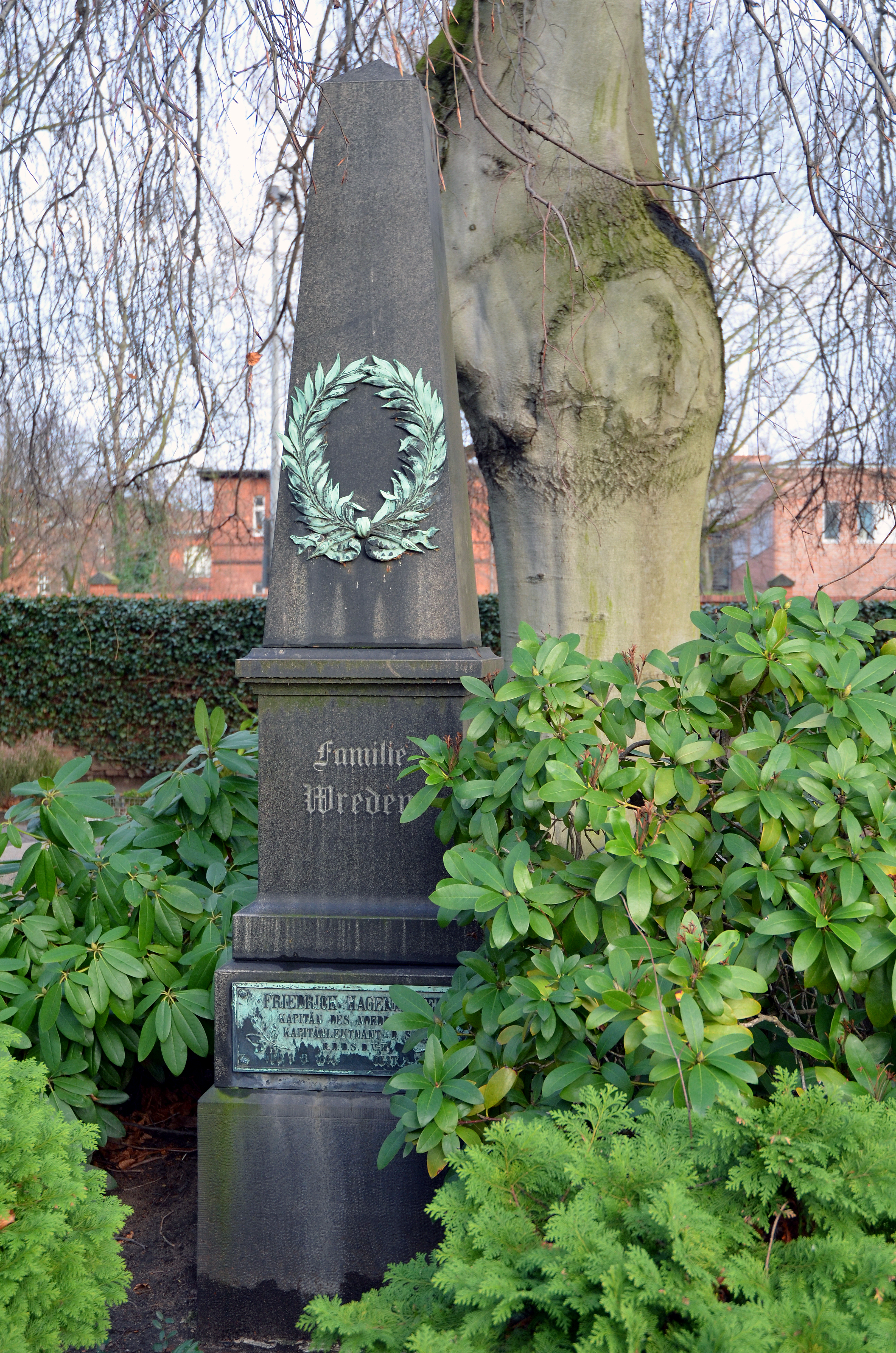
Grab-Obelisk der Familie Wreden mit einer Tafel am Sockel für Friedrich Hagenmeyer auf dem Neuen St.-Nikolai-Friedhof in Hannover

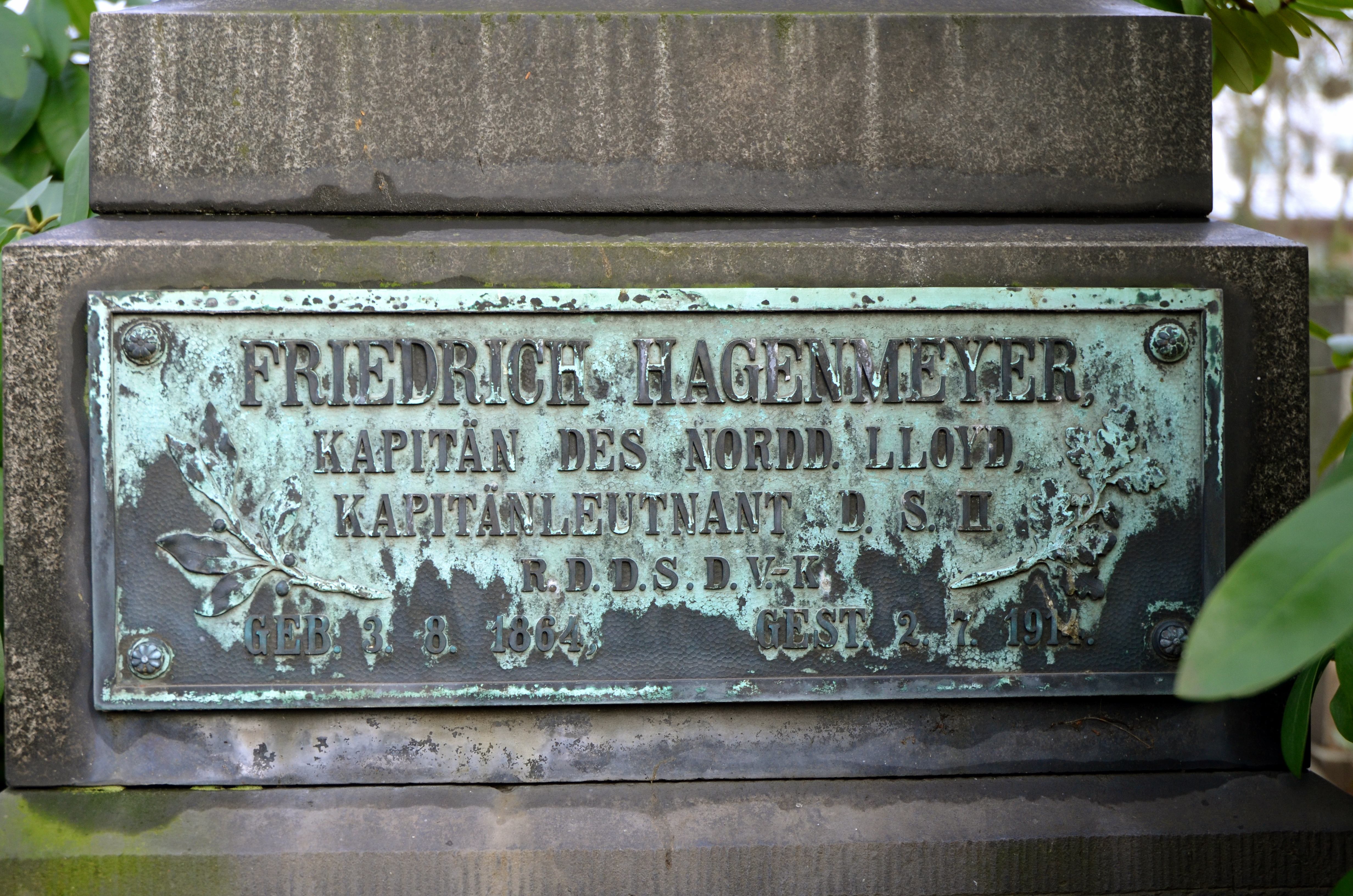
Inschriftentafel mit Geburts- und Sterbedaten Hagenmeyers und der Abkürzung „Kapitänleutnant D. S. II.
R. D. D. S. D. V.-K“

Friedrich Hagenmeyer (* 3. August 1864; † 2. Juli 1914) war ein deutscher Kapitän des Norddeutschen Lloyds.

## Biografie
Hagenmeyer war bis nach der Wende vom 19. zum 20. Jahrhundert auf verschiedenen Schiffen der in Bremen ansässigen Reederei Norddeutscher Lloyd im Dienst, bevor er von 1907 bis 1914 als Kapitän das Passagierschiff Seydlitz steuerte.
1903 wurde Hagenmeyers gleichnamiger Sohn Friedrich Hagenmeyer (1903–1941) in Bremerhaven geboren, der nach dem Vorbild seines Vaters ebenfalls eine seemännische Karriere durchlief.
An Bord der Seydlitz konnten Hagenmeyer und seine Mannschaft insgesamt 45 Schiffbrüchige retten, die nach mehreren Explosionen auf dem Dampfer Volturno in Seenot geraten waren. In der Folge erhielt dieses international beachtete Ereignis für die Offiziere und die Mannschaft der Seydlitz große Anerkennung, darunter einen Dankesbrief der geretteten Schiffbrüchigen. Noch in New York wurden Hagenmeyer und Teile des Offiziersstabes sowie auch rangniedrigeren Beteiligten verschiedene Auszeichnungen und Prämien verliehen, darunter durch die „Gesellschaft zur Belohnung von Lebensrettern“. Die Uranium Steamship Company Ltd. aus Rotterdam sandte Ende Oktober 1913 Dankschreiben an Hagenmeyer und an Spangenberg, den Kapitän eines weiteren beteiligten Schiffes. Die Deutsche Gesellschaft zur Rettung Schiffbrüchiger verlieh unter anderem der Seydlitz eine Prämie von 8000 Mark und ehrte Kapitän Hagenmeyer und seinen zweiten Offizier Heinrich Niniczak jeweils mit einer großen goldenen Medaille und den ersten Offizier Johann Cordes, den zweiten Offizier Johann Hermann Müller und den dritten Offizier Paul Meiselbach jeweils mit einer kleinen goldenen Medaille.
Der wenige Wochen vor Beginn des Ersten Weltkrieges verstorbene Kapitän wurde am Grab der Familie Wreden auf dem Neuen St.-Nikolai-Friedhof in Hannover bestattet.

## Archivalien
Archivalien und Exponate von und über Friedrich Hagenmeyer finden sich beispielsweise
- im Historischen Museum Bremerhaven Tecklenborg-Werft als von Hagenmeyers Enkel Jürgen Hagenmeyer aus Hamburg Ende 2004 gestifteter Nachlass Hagenmeyers und dessen Sohn, darunter mindestens eine Fotografie. Mit der Präsentation von Teilen des Nachlasses wurden laut Museumsdirektor Alfred Kube der Öffentlichkeit erstmals „Schätze aus [... der] magazinierten Sammlung“ des Museums gezeigt.[2]